# Evangelische Kapelle Dasbach

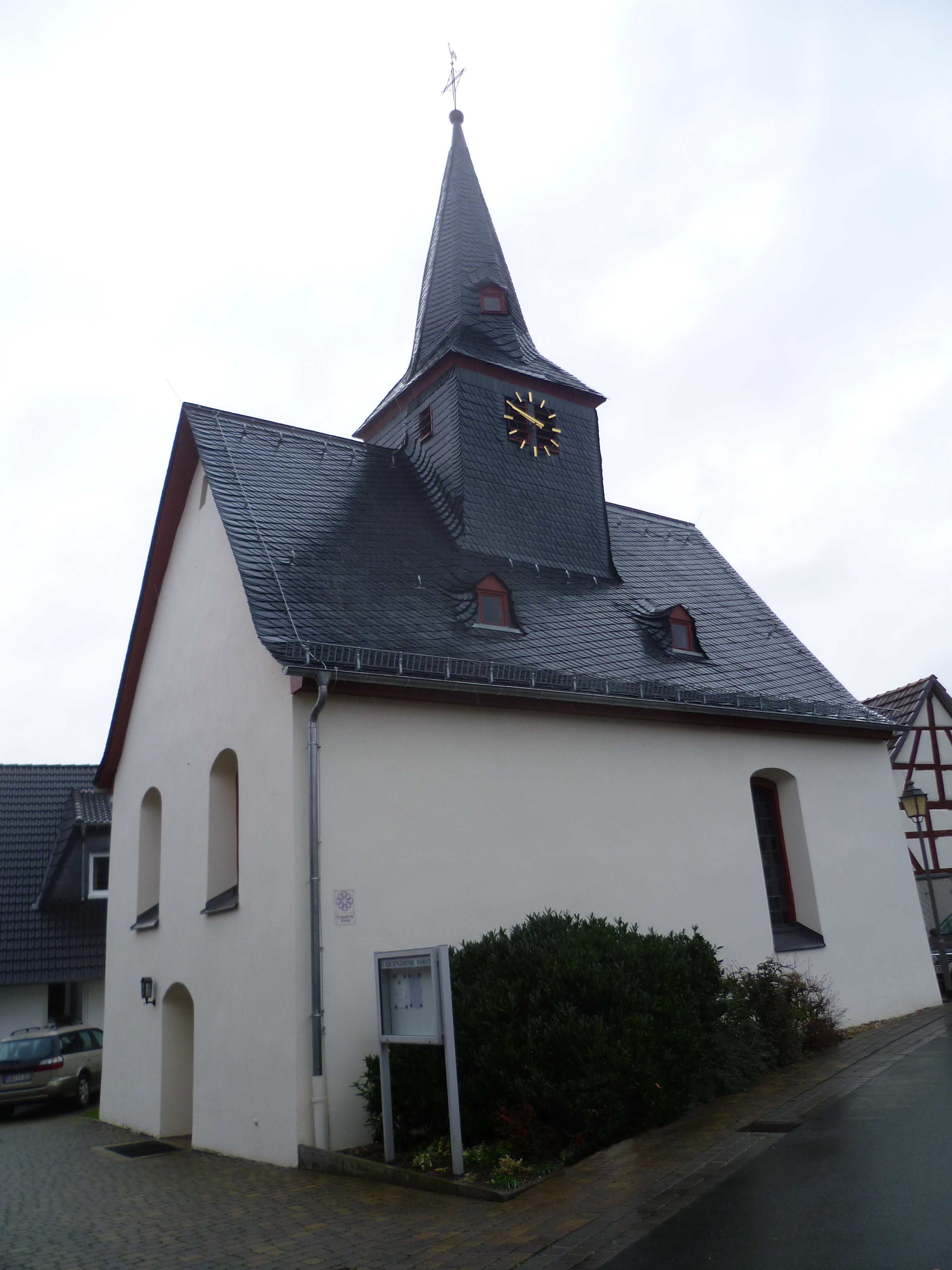
Die evangelische Kapelle in Dasbach

Bei der Evangelischen Kapelle Dasbach in der Kirchstraße 8 handelt es sich um einen 1613 errichteten Saalbau im Ortskern von Dasbach, einem Ortsteil der im Taunus gelegenen Stadt Idstein. Nachweislich wurde die verputzte, ein Satteldach aufweisende, denkmalgeschützte Kapelle mit Dachreiter an der Stelle eines Vorgängerbaus errichtet. Es wird sogar vermutet, dass an der Stelle der Kapelle einst der römische Limeswachturm Wp 3/26a stand, was im Wesentlichen mit der Lage im Verlauf des Limes durch den Ort begründet wird. Funde liegen nicht vor. Die Vermutung existiert bereits seit der Zeit der Reichs-Limeskommission und wurde durch den großen Abstand zwischen den Wachtposten 3/26 und 3/27 zusätzlich gestützt.
Bekannt ist, dass Teile der Ausstattung von der 1668 abgebrochenen Kirche des schon früher ausgegangenen Nachbardorfes Wolfsbach übernommen wurden. So wurden beispielsweise um 1490 hergestellte Heiligenfiguren des sogenannten Meisters mit dem Brustlatz übernommen, die seit 1924 im Hessischen Landesmuseum in Wiesbaden gelagert werden. Auch Glocken und Uhr wurden von der Kirche in Wolfsbach übernommen. 
Eine der ursprünglichen Glocken wurde in Frankfurt umgegossen, nachdem sie gesprungen war. Die anderen wurden im Ersten Weltkrieg eingeschmolzen. Ersetzt wurde das Geläut 1921.
Der Innenraum ist mit einer von einer Mittelstütze getragenen Flachdecke ausgestattet. Er weist zudem eine dreiseitige Empore mit gesägter Brüstung und eine Kanzel mit Intarsien-Füllungen auf.
Die Orgel wurde 1858 von Friedrich Voigt, Igstadt errichtet.